# برد بل
برد بل (انگلیسی: Brad Bell؛ زادهٔ ۴ اکتبر ۱۹۸۵) تهیه‌کننده، نویسنده، هنرپیشه، موسیقی‌دان اهل ایالات متحده آمریکا است. وی از سال ۲۰۰۶ میلادی تاکنون مشغول فعالیت بوده‌است.